# Coupe d'Allemagne féminine de football 1989-1990
Navigation
Édition précédente Édition suivante
Le DFB-Pokal Frauen 1989-1990 est la dixième édition de la Coupe d'Allemagne féminine.
Il s'agit d'une compétition à élimination directe ouverte aux vainqueurs des coupes de chaque fédération régionale. Elle est organisée par la Fédération allemande de football (DFB).
La finale a lieu le 19 mai 1990 au stade olympique de Berlin. Le FSV Francfort remporte sa deuxième Coupe d'Allemagne.

## Format
Les équipes participantes sont les vainqueurs des coupes des fédérations régionales, chaque fédération envoie une équipe. La compétition commence avec les huitièmes de finale qui se jouent sur un match, comme les quarts de finale et les demi-finales. 
La finale se joue le 19 mai 1990 en lever de rideau de la finale masculine.

## Demi-finales
Les matchs se jouent le 14 et 16 avril 1990.
| Equipe 1             | Equipe 2           | Score |
| -------------------- | ------------------ | ----- |
| Grün-Weiß Brauweiler | Bayern Munich      | 0 - 1 |
| VfR 09 Saarbrücken   | FSV Francfort      | 1 - 1 |
| Match d'appui        |                    |       |
| FSV Francfort        | VfR 09 Saarbrücken | 3 - 2 |

Pour la première fois un match d'appui a été nécessaire en demi-finale.

## Finale
| 19 mai 1990 | FSV Francfort | 1 - 0   | Bayern Munich | Stade olympique de Berlin, Berlin |                      |
|             |               | (1 - 0) |               | Spectateurs : 15 000              | Spectateurs : 15 000 |

- Le FSV Francfort remporte son deuxième titre, pour le Bayern Munich c'est la deuxième finale perdue après celle de 1988[2].